# Tatort: Her mit der Marie!
Her mit der Marie! (Arbeitstitel: Irgendwann…) ist ein Fernsehfilm aus der Krimireihe Tatort, der erstmals am 14. Oktober 2018 im ORF, im Programm Das Erste und auf SRF 1 ausgestrahlt wurde. Es ist die 1068. Folge der Reihe, der 43. Fall des österreichischen Ermittlers Moritz Eisner und der 19. gemeinsame Fall des Ermittlerteams Eisner/Fellner.

## Handlung
Bei Mitterndorf an der Fischa wird unweit eines einsamen Feldweges in einem Waldstück eine verkohlte Leiche gefunden. Untersuchungen ergeben, dass es sich um einen Mann handelt, dem Zähne ausgeschlagen, in die Brust geschossen und dessen Leiche anschließend angezündet wurde. Am Fundort der Leiche, wo diese etwa zwei oder drei Tage gelegen hatte, finden sich außerdem eine leere Patronenhülse und Bremsspuren, die zu der Frage führen, warum jemand auf freier und gerader Strecke stark abbremst und dabei das Lenkrad verreißt. Die Ermittler sind sich einig, dass sich jemand besonders viel Mühe gegeben hat, die Spuren zu verwischen, möglicherweise waren die Täter Profis. Da die Leiche für eine einzelne Person zu schwer gewesen wäre und es am Fundort keine Schleifspuren gibt, gehen sie von mehreren Tätern aus.
Fellner gelangt an die Aufnahme einer Tankstellenkamera in der Nähe des Fundortes, diese bringt sie auf die Spur ihres alten Bekannten „Inkasso Heinzi“. Eine Recherche im Zentralen Waffenregister ergibt, dass er tatsächlich im Besitz einer passenden Pistole ist. Ihrem Kollegen Eisner erzählt sie nichts von ihren Erkenntnissen und sucht Heinz alleine auf. Der liefert auf ihre Fragen plausible Antworten, und Fellner sieht keinen weiteren Anlass, ihm zu misstrauen.
Die Identität des Toten kann schließlich anhand dessen DNA geklärt werden. Edin Gavric war in einen lange zurückliegenden Mordfall verwickelt. Dessen damals sichergestellte Daten sind identisch mit jenen der verkohlten Leiche. Die Ermittler vermuten, dass Gavric für den „Dokta“, einen seit Jahrzehnten in der Wiener Unterwelt aktiven Großkriminellen, als Geldbote tätig war. Der Dokta hingegen behauptet, Gavric nicht zu kennen. Fellner und Eisner erscheint das nicht glaubhaft, denn wer sollte so lebensmüde sein, ausgerechnet den Dokta zu überfallen und zu berauben? Und auch der Dokta möchte den Mörder finden und vor allem sein Geld zurückhaben.
Aufgrund der Videoaufnahmen der Tankstelle hat Eisner Inkasso Heinzi als möglichen Täter in Verdacht und ordnet eine ballistische Untersuchung von dessen sichergestellter Pistole und der gefundenen Patronenhülse an. Diese ergibt, dass es sich bei Heinzis Pistole um die Tatwaffe handelt. Fellner gesteht Eisner, Heinzi eine Unterkunft geboten zu haben. Ihr Mobiltelefon hat sie im Auto von Heinzi liegen lassen, über dieses ist eine Peilung möglich. Aufgrund Heinzis Erzählung vom Vortag vermutet Fellner, dass Inkasso Heinzi und Pico „Bello“, der vom Dokta als sein Nachfolger vorgesehen ist, eine Beziehung haben und unter einer Decke stecken. 
Die Telefonüberwachung von Marija Gavric, der Witwe von Edin, ergibt, dass sich Heinzi und Pico auf der Autobahnabfahrt Bad Vöslau treffen wollen, um mit dem gestohlenen Geld gemeinsam zu fliehen und in Griechenland ein neues Leben zu beginnen, wo sie sich vergangenes Jahr im Sommer kennengelernt haben. Dort wird Pico von Marija Gavric erschossen. Pico stirbt in den Armen von Heinzi, während Heinzi  Irgendwann bleib i dann dort von S.T.S. singt. Heinzi wird von der Polizei festgenommen. Auf einem USB-Stick in Form eines grau-weißen Haifisches findet sich das von Pico vor seinem Tod auf Video aufgenommene Geständnis, auf dem er den Mord an Edin Gavric zugibt.
Eisner glaubt nicht an dieses „Geständnis aus dem Jenseits“ und sagt zu Heinzi: „Ich wette was, wenn wir beim Pico suchen, finden wir auch so ein Fischerl mit einem Geständnis drauf, aber von dir.“ In den letzten vier Einstellungen des Filmes sitzt Heinzi auf einem Holzsteg eines Gewässers mit einem USB-Stick in Form eines schwarz-weißen Haifisches in der Hand, den er in der letzten Einstellung ins Wasser wirft.

## Produktion und Hintergrund
Gedreht wurde der 19. gemeinsame Tatort-Fall von Eisner und Fellner vom 19. April bis zum 18. Mai 2017 in Wien, Niederösterreich und dem Burgenland. Drehorte waren unter anderem Kleinhöflein im Burgenland und Sankt Georgen am Leithagebirge in Eisenstadt sowie die Süd Autobahn. Das Kommissariat wurde in der alten Mensa des Studentenheims in der Pfeilgasse 3a in der Wiener Josefstadt eingerichtet.
Produziert wurde diese Tatort-Folge von der Dor Film. Für den Ton zeichnete Joe Knauer verantwortlich, für das Szenenbild Katrin Huber und Gerhard Dohr, für die Kostüme Christine Ludwig und für das Maskenbild Monika Puymann und Danijela Ibricic.
Für Regisseurin Barbara Eder war dies nach Virus der zweite Film aus der Reihe Tatort, für das Autorenduo Stefan Hafner und Thomas Weingartner, die zuvor unter anderem das Drehbuch zu den Landkrimis Wenn du wüsstest, wie schön es hier ist und Drachenjungfrau sowie zur Stadtkomödie Harri Pinter, Drecksau geschrieben hatten, der erste Film der Reihe.
Der Liedermacher Voodoo Jürgens hat einen Gastauftritt, er singt auf einem Grillfest des „Dokta“.
Die titelgebende Marie steht umgangssprachlich für Geld.

## Musik
- David Öllerer: In deiner Nähe[2]
- Gert Steinbäcker: Und Irgendwann bleib i dann dort
- Lisa Keiner, Robi Faustmann: Hoffnung

## Rezeption

### Kritiken
Volker Bergmeister befand auf tittelbach.tv, dass Regisseurin Barbara Eder eine gut gebaute Story sehr abwechslungsreich und lebendig inszeniert habe. Er lobte außerdem die Kameraarbeit von Matthias Pötsch. „Manche Einstellungen gleichen einem Gemälde.“ Stefan Hafner und Thomas Weingartner setzten auf Figuren, die zwischen Realität und Karikatur hin- und herschwanken. Die Dialoge seien punktgenau und teils herrlich pointiert. Die Story erweise sich zu Beginn als undurchsichtig, würde aber zunehmend klarer und bis zum Finale spannend bleiben.
Jens Szameit bezeichnete den Film im Weser Kurier als „Alpen-Tarantino mit Braunschlag-Seite“. Die Wiener badeten hüfttief im Strizzi-Klischee. „Ein großer Spaß – sofern man ein bisschen was von den Dialogen versteht. […] Denn selbst wenn man nur die Hälfte des Dialektsprechs sortiert bekommt […] ist dieser Ösi-Tatort ein Erlebnis.“
Christian Buß von Spiegel Online nannte den Film einen „schmierigen Oldschool-Krimi, der bei aller Wiener Puff-Folklore wahre Momente hat.“ Man fühle sich an Hotte im Paradies erinnert. Diese Tatort-Folge sei „Schmierentheater auf höchstem Niveau, die Dialoge sind trocken, die Bilder süffig, aber nicht voyeuristisch.“
Isabella Wallnöfer bewertete diese Tatort-Folge in der Tageszeitung Die Presse mit 9 von 10 Punkten und schrieb, dass das Drehbuch eine sehr wienerische Ganoven-Story biete, Regisseurin Barbara Eder setze ihren zweiten Tatort mit einer leichten Retro-Patina in Szene. „Da schaukeln die Schurken in eckigen alten Autos durch die Gegend, tragen Vintage-Lederjacken und halten in gelblich verrauchten Lokalen Hof, wie es sie in der ganzen EU nicht mehr gibt. Nur in Wien.“
Am 27. November 2020 listete die Tageszeitung Die Presse Her mit der Marie! in einer Liste von 13 Folgen, die aus 50 Jahren Tatort in Erinnerung blieben.

### Einschaltquoten
Die Erstausstrahlung von Her mit der Marie! am 14. Oktober 2018 wurde in Deutschland von 8,33 Millionen Zuschauern gesehen und erreichte einen Marktanteil von 24,8 % für Das Erste.
Im ORF wurde die Erstausstrahlung von durchschnittlich 947.000 Sehern verfolgt, der Marktanteil lag bei 28 Prozent.

## Auszeichnungen und Nominierungen
Romyverleihung 2019
- Auszeichnung in der Kategorie Beste Regie TV-Fiction (Barbara Eder)[14][15]
- Nominierung in der Kategorie Beste Bildgestaltung TV-Fiction (Matthias Pötsch)